# George Wade
Sir George Wade (1673 - 14 de marzo de 1748) fue un mariscal de campo británico.

## Biografía
George Wade nació en 1673 en Irlanda. Se convirtió en alférez del ejército en 1690, obtuvo durante la guerra de los Países Bajos el grado de capitán en 1695 y en 1704 fue enviado como coronel a Portugal. Allí y en España luchó con distinción, llegó a ser general de brigada en 1708 y participó como hombre más cercano a Lord Stanhope en la conquista de Menorca. En 1710 ocupó un importante mando en la Batalla de Zaragoza, en 1714 se convirtió en general de división y en 1715 fue elegido miembro de la Cámara de los Comunes, a la que perteneció hasta su muerte.
Wade descubrió la inclinación jacobita del ministro sueco Carl Gyllenborg y persuadió al gobierno para que lo detuviese en enero de 1717, en contra del derecho internacional. En 1719 participó como segundo al mando con Richard Temple durante la Guerra de la Cuádruple Alianza en la expedición a Vigo y Pontevedra y en 1724 fue enviado a las Tierras Altas de Escocia, donde llevó a cabo el desarme de los clanes mediante discretas negociaciones. Entre 1726 y 1733 construyó allí también una red de carreteras admirable para su época, que puso fin al aislamiento de este promontorio hasta entonces inaccesible.
Wade se convirtió en teniente general en 1727 y mariscal de campo en 1743. Como comandante del ejército británico en Flandes contra el mariscal de Sajonia en 1743-1744, no tuvo actuaciones destacadas, al igual que en 1745 como comandante del ejército que impediría la invasión del pretendiente Carlos Eduardo Estuardo desde Escocia hasta Inglaterra. Tuvo que ceder el mando al duque de Cumberland.

## Cultura
George Wade se menciona en la última estrofa del himno nacional británico God Save the Queen.